# Grand Prix Cycliste de Québec 2013
4. edycja wyścigu kolarskiego Grand Prix Cycliste de Québec odbyła się w dniu 13 września 2013 roku i liczyła 201,6 km. Start i meta wyścigu znajdowała się w Québec. Wyścig ten figurował w rankingu światowym UCI World Tour 2013.

## Uczestnicy
Na starcie tego klasycznego wyścigu stanęły 21 ekipy, dziewiętnaście drużyn jeżdżących w UCI World Tour 2013 i dwa zespoły zaproszone przez organizatorów z tzw. "dziką kartą".
Lista drużyn uczestniczących w wyścigu:
| Numery  | Kod | Drużyna                 |
| ------- | --- | ----------------------- |
| 1-8     | SKY | Sky Procycling          |
| 11-18   | CAN | Cannondale              |
| 21-28   | GRM | Garmin-Sharp            |
| 31-38   | TST | Team Saxo-Tinkoff       |
| 41-48   | MOV | Movistar Team           |
| 51-58   | KAT | Team Katusha            |
| 61-68   | OPQ | Omega Pharma-Quick Step |
| 71-78   | AST | Astana Pro Team         |
| 81-88   | RLT | RadioShack-Leopard      |
| 91-98   | BEL | Belkin                  |
| 101-108 | ALM | Ag2r-La Mondiale        |

| Numery  | Kod | Drużyna              |
| ------- | --- | -------------------- |
| 111-118 | BMC | BMC Racing Team      |
| 121-128 | OGE | Orica-GreenEDGE      |
| 131-138 | LAM | Lampre-Merida        |
| 141-148 | EUS | Euskaltel-Euskadi    |
| 151-158 | ARG | Argos-Shimano        |
| 161-168 | FDJ | FDJ                  |
| 171-178 | LTB | Lotto-Belisol        |
| 181-188 | VCD | Vacansoleil-DCM      |
| 191-198 | EUC | Team Europcar        |
| 201-208 | -   | Reprezentacja Kanady |

## Wyniki wyścigu
| Miejsce | Zawodnik          | Państwo    | Drużyna                 | Czas       |
| ------- | ----------------- | ---------- | ----------------------- | ---------- |
| 1.      | Robert Gesink     | Holandia   | Belkin                  | 5h 45' 16" |
| 2.      | Arthur Vichot     | Francja    | FDJ                     | + 0"       |
| 3.      | Greg Van Avermaet | Belgia     | BMC Racing Team         | + 1"       |
| 4.      | Fabian Wegmann    | Niemcy     | Garmin-Sharp            | + 1"       |
| 5.      | Rui Costa         | Portugalia | Movistar Team           | + 1"       |
| 6.      | Niki Terpstra     | Holandia   | Omega Pharma-Quick Step | + 1"       |
| 7.      | Tom-Jelte Slagter | Holandia   | Belkin                  | + 2"       |
| 8.      | Matti Breschel    | Dania      | Team Saxo-Tinkoff       | + 3"       |
| 9.      | Simon Geschke     | Niemcy     | Argos-Shimano           | + 4"       |
| 10.     | Peter Sagan       | Słowacja   | Cannondale              | + 6"       |